# Type 7

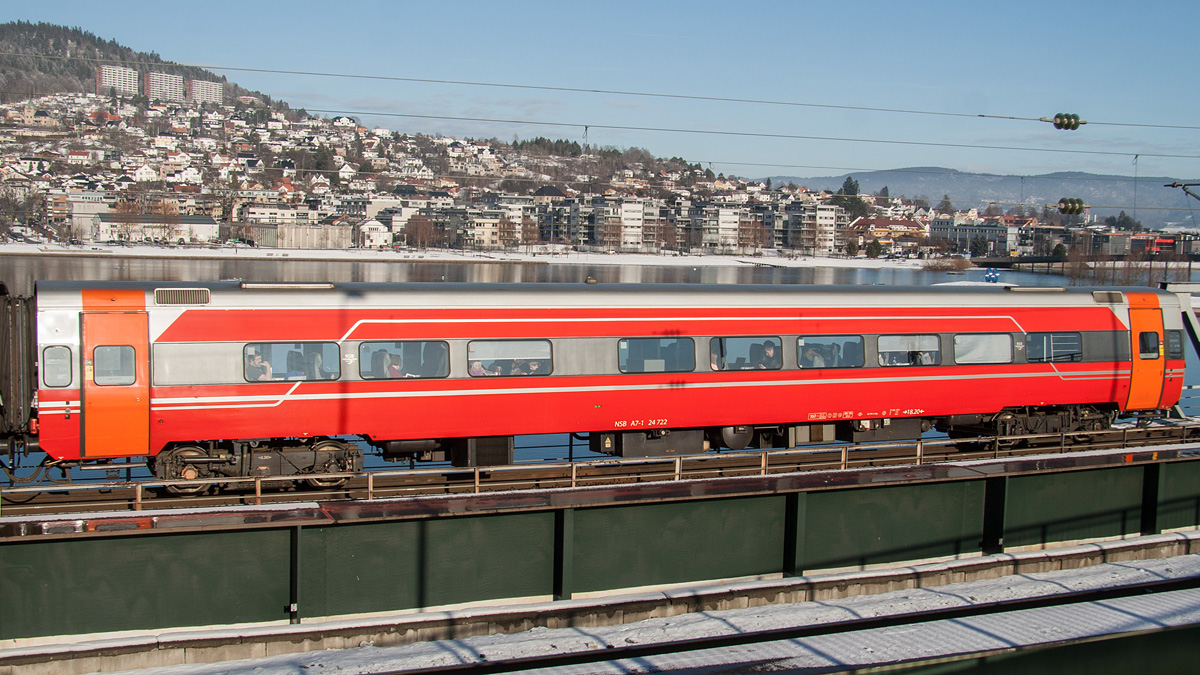
NSB A7-1 i Drammen

Type 7 är en generation personvagnar för norska fjärrtåg tillverkade på 1980-talet. Ett antal olika versioner levererades och B7 var en andra klass salongsvagn som levererades i två delserier.
Vagnstypen skulle ingå i en ny generation snabbare fjärrtåg som kunde köra fortare i kurvorna tack vare ny tysk boggiteknologi. Genom att inte spänna in hjulaxlarna så hårt i de nya Wegmannboggierna tenderade hjulen istället att ställa in sig radiellt i kurvorna vilket minskade slitaget.
Totalt fanns 72 sittplatser och tomvikten var 37 ton. Största tillåtna hastighet var från början 150 km/h. Som jämförelse kan nämnas att samtida vagnar i Sverige hade som högsta hastighet 160 km/h och i Tyskland fick de gå i 200 km/h. Hastigheten för vagnarna ändrades senare till 160 km/h.
Totalt levererades 33 st B7:or. En norsk B7:a kostade dock hela 11,8 mkr (prisnivå 2006), vilket var en extremt hög siffra. Orsaken var att det var en liten vagnserie.
Åtta vagnar byggdes 2011 om till första klass-vagnar och fick beteckningen A7-1.

## Relaterade länkar
- Type 7 på DigitaltMuseum.no